# Isabel Sandoval
Isabel Sandoval (de nacimiento Vincent Sandoval) es una directora de cine, guionista y actriz filipina que vive en Estados Unidos. Ha dirigido las películas Señorita (2011), Aparición (2012) y Lingua Franca (2019). También dirigió el cortometraje Shangri-La (2021) como parte de la serie de cortometrajes dirigidos por mujeres de Miu Miu's Women's Tales, encargados por la marca de moda.

## Biografía
Sandoval nació en 1982 en la ciudad de Cebú en Filipinas. Se graduó summa cum laude en la Universidad de San Carlos, luego se trasladó a la ciudad de Nueva York. Allí obtuvo un MBA de la Stern School of Business de la Universidad de Nueva York. Hizo la transición en 2014.

## Trayectoria profesional
En 2011, Sandoval dirigió Señorita, una película sobre una mujer trans que trabaja en una campaña política y cría a un niño. Interpretó a la protagonista de la película, aunque no era transgénero en ese momento, y ha dicho que el papel la ayudó a darse cuenta de su identidad. En 2012, dirigió la película Aparisyon (Aparición), protagonizada por las populares actrices Jodi Sta. Maria y Mylene Dizon, sobre un convento de monjas en una zona remota de Filipinas en 1971, justo antes de la declaración de la ley marcial por parte de Ferdinand Marcos. En estas dos primeras películas, su nombre en los créditos era Vincent Sandoval.
En 2019, dirigió la película Lingua Franca, que rodó en 16 días en Brooklyn, Nueva York, lo protagonizó ella misma, Eamon Farren y Lynn Cohen.  En la película, Sandoval interpreta a una mujer trans filipina indocumentada que se enamora del nieto adulto de la anciana para quien trabaja como cuidadora. Sandoval se convirtió en la primera mujer trans de color en competir en el Festival de Cine de Venecia cuando Lingua Franca se estrenó allí.  La película ganó el premio a la mejor película narrativa en el Festival de Cine de Bentonville, y fue estrenada por ARRAY y transmitida por Netflix. Sandoval fue nombrada Mejor Actriz en la 18.ª edición de los Premios de la Sociedad Internacional Cinephile,  y en el Festival Internacional de Cine Pacific Meridian.
En 2021, Sandoval escribió y dirigió Shangri-La (filmado en dos meses), un cortometraje encargado por el proyecto Miu Miu Women's Tales que pide a las directoras que examinen la "feminidad en el siglo XXI", estrenándose en febrero de 2021. Al igual que Lingua Franca, Shangri-La trata sobre el amor prohibido y los prejuicios raciales. El mismo año, firmó con Creative Artists Agency. Ese mismo año, protagonizó el cortometraje The Actress, de Andrew Ondrejcak, donde interpreta a una actriz que busca su voz y persona a través de la historia del cine.
Sandoval también está desarrollando un drama para FX, Vespertine, y una película, Tropical Gothic, sobre la persecución de un conquistador español en las Filipinas del siglo XVI y basada en la colección de cuentos de 1972 del mismo nombre de Nick Joaquin. En marzo de 2021, Tropical Gothic ganó el premio VFF al talento destacado en la Berlinale, dotado con 10.000 euros para su producción. Actualmente también dirige un episodio de la serie dramática de FX, Under The Banner Of Heaven, protagonizada por Andrew Garfield .

### Estilos e influencias artísticas
Sandoval se inspiró en el estilo y el trabajo de las películas que retratan las relaciones amorosas imposibles. Disfrutó viendo la película del cineasta de Hong Kong Wong Kar-wai, In the Mood for Love (2000), por su profunda melancolía. Su concepto de destino emocional fue el tema profundo que la marcó. Quería expresar las emociones muy distintivas, singulares y también complejas como ninguna otra película se había hecho antes. Aprendió y recibió ayuda de su mentora, Ava DuVernay, con los estilos de trabajo que ha realizado y que Sandoval persiguió en la medida de su viaje narrativo. Otros estilos que le influyeron fueron Ali: Fear Eats the Soul (1974) del director Rainer Werner Fassbinder, News from Home (1977) de Chantal Akerman y Klute (1971) de Alan J. Pakula.

## Filmografía
| Año  | Título                     | Formato             | Notas       |
| ---- | -------------------------- | ------------------- | ----------- |
| 2023 | The Summer I Turned Pretty | Serie de televisión | 2 episodios |
| 2022 | Tell me lies               | Serie de televisión | 2 episodios |
| 2022 | Under the Banner of Heaven | Serie de televisión | 1 episodio  |
| 2021 | Shangri-La                 | Cortometraje        |             |
| 2019 | Lingua Franca              | Película            |             |
| 2012 | Aparysion                  |                     |             |
| 2011 | Señorita                   |                     |             |
| 2009 | Señorita                   | Cortometraje        |             |

| Año  | Título                             | Notas        |
| ---- | ---------------------------------- | ------------ |
| 2022 | Maria Schneider, 1983              | Cortometraje |
| 2021 | The Actress                        | Cortometraje |
| 2021 | Shangri-La                         | Cortometraje |
| 2020 | A 1984 Period Piece in Present Day | Cortometraje |
| 2019 | Lingua Franca                      |              |
| 2017 | Woman                              | Cortometraje |
| 2011 | Señorita                           |              |
| 2009 | Señorita                           | Cortometraje |

## Premios y nominaciones
| Premio                                                                 | Año  | Categoría                                                                                                | Película      | Resultado |
| ---------------------------------------------------------------------- | ---- | --- | ------------- | --------- |
| American Film Festival                                                 | 2019 | Narrative Feature                                                                                        | Lingua Franca | Nominada  |
| Bentonville Film Festival                                              | 2020 | Best Narrative                                                                                           | Lingua Franca | Ganadora  |
| Cabourg Romantic Film Festival                                         | 2020 | Best Film                                                                                                | Lingua Franca | Nominada  |
| Chéries-Chéries                                                        | 2019 | Feature Film                                                                                             | Lingua Franca | Ganadora  |
| Cinemalaya Independent Film Festival                                   | 2012 | Best Film - New Breed                                                                                    | Aparisyon     | Nominada  |
| Cinemanila International Film Festival                                 | 2011 | Lino Brocka Award/Digital Lokal                                                                          | Señorita      | Nominada  |
| Deauville Asian Film Festival                                          | 2013 | Audience Award                                                                                           | Aparisyon     | Nominada  |
| Deauville Asian Film Festival                                          | 2013 | Best Film                                                                                                | Aparisyon     | Ganadora  |
| Film Independent Spirit Awards                                         | 2021 | John Cassavetes Award (junto con Darlene Catly Malimas, Jhett Tolentino, Carlo Velayo)                   | Lingua Franca | Nominada  |
| GALECA: The Society of LGBTQ Entertainment Critics                     | 2021 | Trailblazer Award                                                                                        |               | Ganadora  |
| Greater Western New York Film Critics Association Awards               | 2020 | Breaktrhough Performance                                                                                 | Lingua Franca | Nominada  |
| Hamburg Film Festival                                                  | 2019 | Sichtwechsel Film Award                                                                                  | Lingua Franca | Nominada  |
| Hawaii International Film Festival                                     | 2012 | Netpac Award                                                                                             | Aparisyon     | Ganadora  |
| International Cinephile Society Awards                                 | 2021 | Best Actress                                                                                             | Lingua Franca | Ganadora  |
| International Cinephile Society Awards                                 | 2021 | Best Director                                                                                            | Lingua Franca | Nominada  |
| International Cinephile Society Awards                                 | 2021 | Best Original Screenplay                                                                                 | Lingua Franca | Nominada  |
| Locarno International Film Festival                                    | 2011 | Golden Leopard - Filmmakers of the Present                                                               | Señorita      | Nominada  |
| London Film Festival                                                   | 2019 | Official Competition                                                                                     | Lingua Franca | Nominada  |
| Molodist International Film Festival                                   | 2020 | Special Jury Diploma                                                                                     | Lingua Franca | Ganadora  |
| Molodist International Film Festival                                   | 2020 | Best LGBTQ Film                                                                                          | Lingua Franca | Nominada  |
| Mons International Festival of Love Films                              | 2020 | International Competition                                                                                | Lingua Franca | Nominada  |
| Oslo/Fusion International Film Festival                                | 2020 | Best Feature Film                                                                                        | Lingua Franca | Ganadora  |
| Pacific Meridian International Film Festival of Asia Pacific Countries | 2020 | Best Actress                                                                                             | Lingua Franca | Ganadora  |
| Pusan International Film Festival                                      | 2012 | New Currents Award                                                                                       | Aparisyon     | Nominada  |
| Queer Lisboa - Festival Internacional de Cinema Queer                  | 2020 | Best Feature Film                                                                                        | Lingua Franca | Ganadora  |
| SoHo International Film Festival                                       | 2010 | Best Showcase Short Film                                                                                 | Señorita      | Nominada  |
| Thessaloniki Film Festival                                             | 2019 | Mermaid Award                                                                                            | Lingua Franca | Nominada  |
| TLVFest - The Tel Aviv International LGBTQ Film Festival               | 2020 | Best Film                                                                                                | Lingua Franca | Ganadora  |
| Vancouver International Film Festival                                  | 2011 | Dragons and Tigers Award                                                                                 | Señorita      | Nominada  |
| Venice Film Festival                                                   | 2019 | Best Film (Venice Days)                                                                                  | Lingua Franca | Nominada  |
| Venice Film Festival                                                   | 2019 | Queer Lion                                                                                               | Lingua Franca | Nominada  |
| Wicked Queer: The Boston LGBT Film Festival                            | 2020 | Narrative Feature                                                                                        | Lingua Franca | Nominada  |
| Young Critics Circle, Philippines                                      | 2020 | Best Performance by Male or Female, Adult or Child, Individual or Ensemble in Leading or Supporting Role | Lingua Franca | Ganadora  |
| Young Critics Circle, Philippines                                      | 2020 | Best Screenplay                                                                                          | Lingua Franca | Nominada  |
| Young Critics Circle, Philippines                                      | 2020 | Best Achievement in Film Editing                                                                         | Lingua Franca | Nominada  |
| Young Critics Circle, Philippines                                      | 2020 | Best Film                                                                                                | Lingua Franca | Nominada  |
| Young Critics Circle, Philippines                                      | 2013 | Best Screen Play (shared with Jerry Garcio)                                                              | Aparisyon     | Nominada  |
| Young Critics Circle, Philippines                                      | 2013 | Best Achievement in Film Editing (shared with Jarrold Tarog)                                             | Aparisyon     | Nominada  |
| Young Critics Circle, Philippines                                      | 2012 | Best Film                                                                                                | Señorita      | Nominada  |
| Young Critics Circle, Philippines                                      | 2012 | Best Performance by Male or Female, Adult or Child, Individual or Ensemble in Leading or Supporting Role | Señorita      | Nominada  |
| Young Critics Circle, Philippines                                      | 2012 | Best Screenplay (shared with Roy Sevilla Ho[writer])                                                     | Señorita      | Nominada  |